# سونيل غروفر
سونيل غروفر (بالهندية: सुनील ग्रोवर؛ بالإنجليزية: Sunil Grover) هو ممثل هندي، ولد في 3 أغسطس 1977 في Mandi Dabwali ‏ في الهند.

## وصلات خارجية
- سونيل غروفر على موقع IMDb (الإنجليزية)
- سونيل غروفر على موقع قاعدة بيانات الفيلم (الإنجليزية)